# SNF8
SNF8 (англ. SNF8, ESCRT-II complex subunit) – білок, який кодується однойменним геном, розташованим у людей на короткому плечі 17-ї хромосоми. Довжина поліпептидного ланцюга білка становить 258 амінокислот, а молекулярна маса — 28 864.
| 10         |  | 20         |  | 30         |  | 40         |  | 50         |
| ---------- |  | ---------- |  | ---------- |  | ---------- |  | ---------- |
| MHRRGVGAGA |  | IAKKKLAEAK |  | YKERGTVLAE |  | DQLAQMSKQL |  | DMFKTNLEEF |
| ASKHKQEIRK |  | NPEFRVQFQD |  | MCATIGVDPL |  | ASGKGFWSEM |  | LGVGDFYYEL |
| GVQIIEVCLA |  | LKHRNGGLIT |  | LEELHQQVLK |  | GRGKFAQDVS |  | QDDLIRAIKK |
| LKALGTGFGI |  | IPVGGTYLIQ |  | SVPAELNMDH |  | TVVLQLAEKN |  | GYVTVSEIKA |
| SLKWETERAR |  | QVLEHLLKEG |  | LAWLDLQAPG |  | EAHYWLPALF |  | TDLYSQEITA |
| EEAREALP   |  |            |  |            |  |            |  |            |

A: Аланін

C: Цистеїн

D: Аспарагінова кислота

E: Глутамінова кислота

F: Фенілаланін

G: Гліцин

H: Гістидин

I: Ізолейцин

K: Лізин

L: Лейцин

M: Метіонін

N: Аспарагін

P: Пролін

Q: Глутамін

R: Аргінін

S: Серин

T: Треонін

V: Валін

W: Триптофан

Задіяний у таких біологічних процесах, як транскрипція, регуляція транскрипції, транспорт, транспорт білків, альтернативний сплайсинг. 
Локалізований у цитоплазмі, ядрі, мембрані, ендосомах.